# Dicranomyia (Dicranomyia) umkomazanae
Dicranomyia (Dicranomyia) umkomazanae is een tweevleugelige uit de familie steltmuggen (Limoniidae). De soort komt voor in het Afrotropisch gebied.